# 西東京工業団地

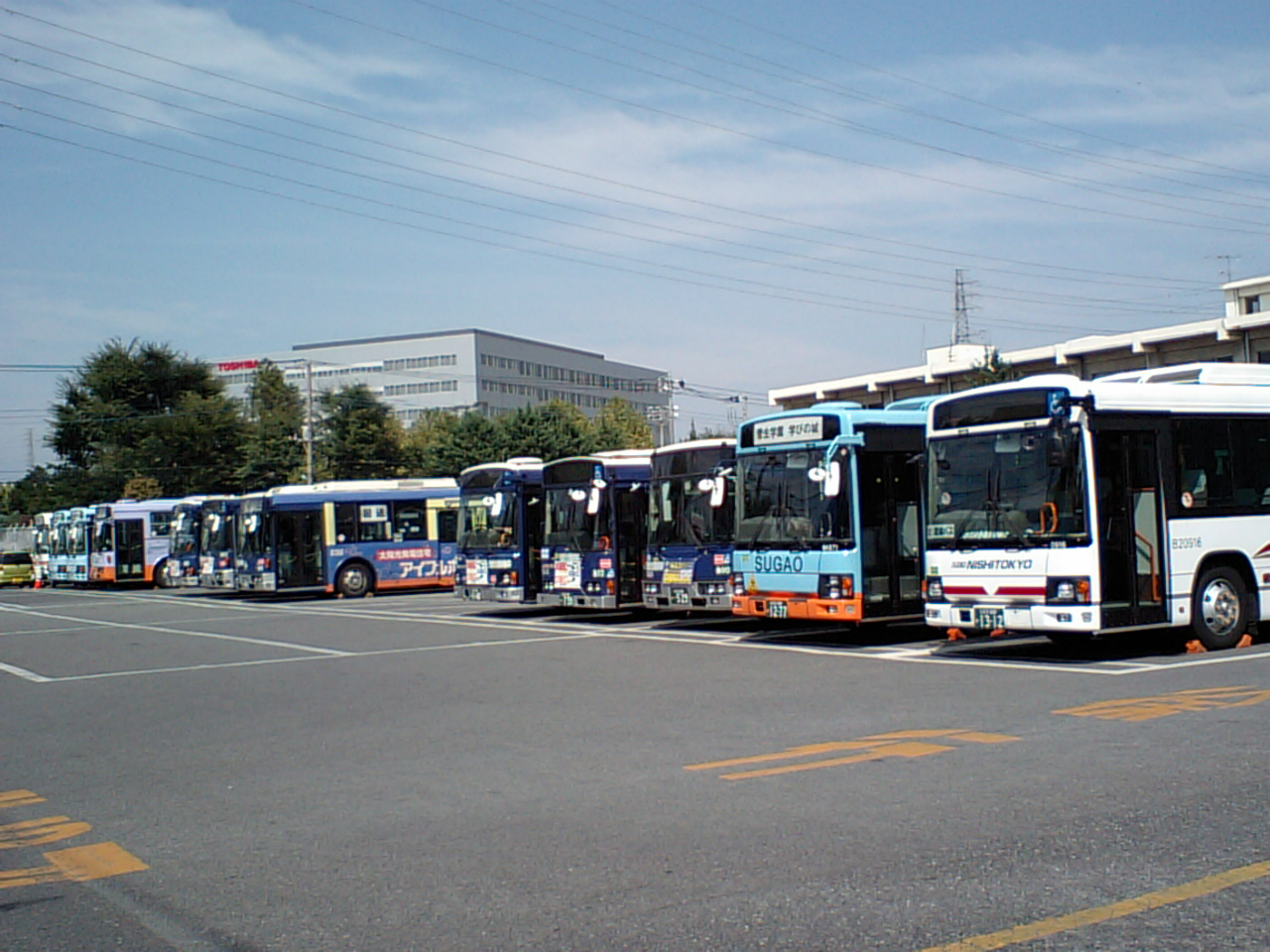
西東京バス五日市営業所青梅支所（2010年撮影）
西東京工業団地内に所在する。同支所のかつての最寄り停留所名は「西東京団地」であった。
背景に撤退前の東芝青梅事業所の建物が見える。

西東京工業団地（にしとうきょうこうぎょうだんち）は東京都が計画し、青梅市と羽村市に開発された工業団地である。建設当時の西多摩地域では最大の工業団地であった。

## 概要
1956年に制定された首都圏整備法により、青梅市と西多摩郡羽村町（現：羽村市）は市街地開発区域に指定され、1960年に青梅市新町と羽村町にまたがる約50万坪の地域を日本住宅公団が工業団地として造成することが決定した。造成前は病院と十数戸の住宅のみで農地と林が広がる土地であったが、1961年に土地区画整理事業の都市計画を決定、1963年に事業の認可を受けて着工、1966年に完成し分譲を開始した。土地区画整理事業の完了に伴い、青梅市と羽村町の境界が一部変更され、羽村町から青梅市に編入された土地と新町の一部に新たに末広町1丁目、2丁目が設定された。総面積は166.2ha（うち工場用面積57.1ha）。
工業団地の造成に合わせて工業用水を供給するため、1966年に青梅・羽村地区工業用水道企業団が設立され、多摩川から取水した工業用水を供給している。

## 立地企業
青梅市
- 日立アロカメディカル
- タチエス
- 三菱ケミカル
- 住友金属鉱山
- 武州工業
- 高圧ガス工業
- 日産部品中央販売
- トヨタ部品東京共販
- 日野ロジスパック
- JPロジスティクス
- 新日本物流
- 青梅ガス
- 多摩電気工事
- 住友建機販売
- エコー技研
- 西東京バス青梅営業所
- 日野グローバルパーツセンター[3]
  - 青梅部品センター（青梅市末広町1-5-1）を、東芝青梅事業所跡地の「Landport青梅 I」（青梅市末広町2-9-1）へ移転[3][4]。

羽村市
- 日野自動車羽村工場
- カシオ計算機
- 日本フィルター工業
- 三共ラヂエーター
- カイジョー
- あすか製薬
- 凸版印刷
- ジェイテクト

### かつて立地していた企業

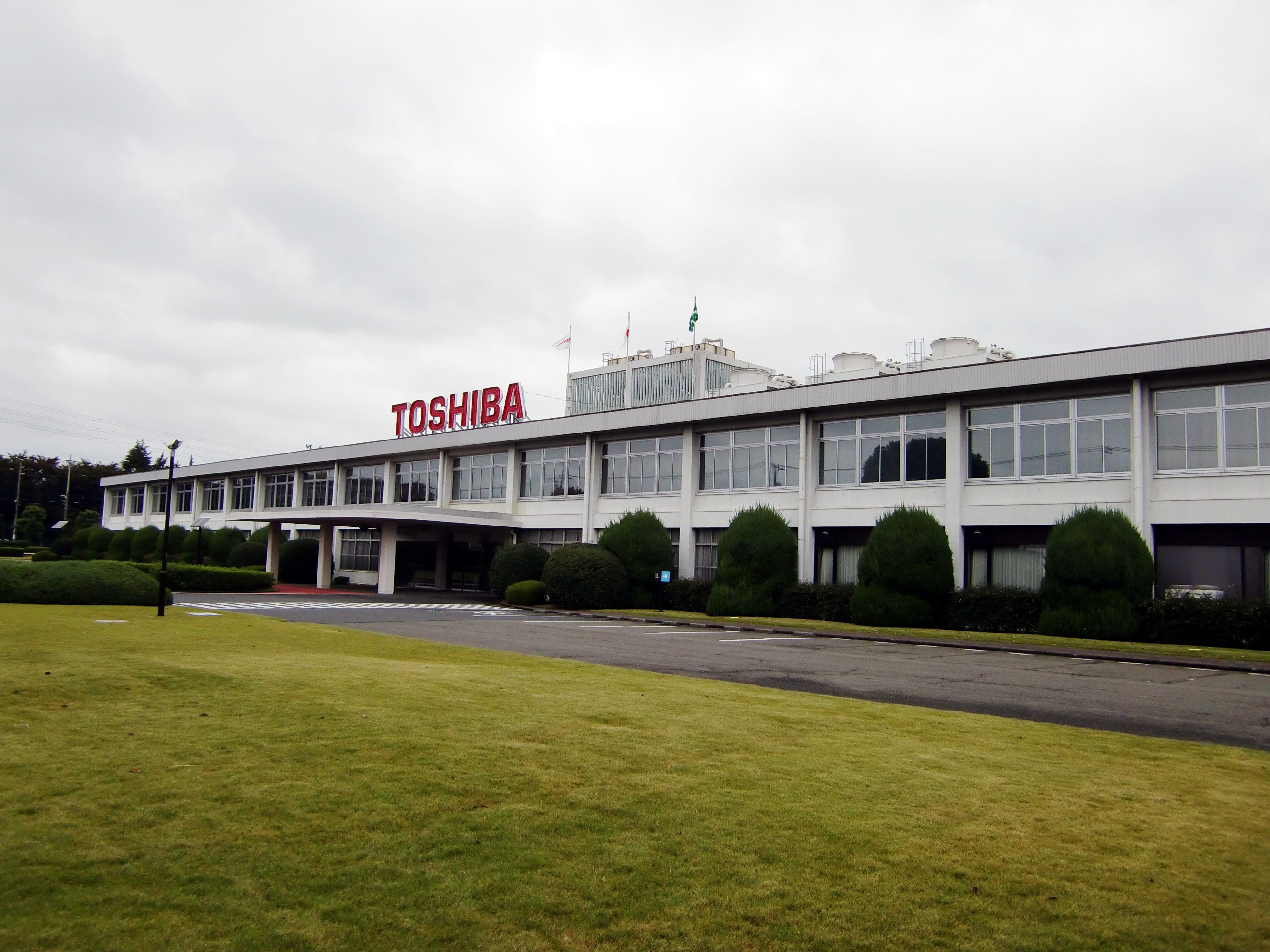
東芝青梅事業所

- 東芝青梅事業所

1968年に開設され、大型電算機、ワープロ、パソコン、ハードディスクなどの開発製造の拠点として操業していた。2005年に製造拠点の集約により生産工場としての操業を終了、その後はパソコン・テレビの開発を主に行っていたが、経営再建のため閉鎖と売却が決定され、2016年12月20日に野村不動産に約100億円で売却された。事業所は2017年3月末に閉鎖され、人員は他の事業所へ配置転換、建物は2017年度内に解体予定と発表。
跡地は野村不動産が高機能型物流施設「Landport青梅 I」として再開発し、日野自動車の部品センターとして2018年11月竣工予定と発表。2019年5月に日野自動車が隣接する「青梅部品センター」を同地へ移転し「日野グローバルパーツセンター」として稼働開始した。
- 日立製作所
- 日立アプライアンス 照明事業部
- 日立物流

## アクセス

### 自動車
- 首都圏中央連絡自動車道 青梅インターチェンジから小作・八王子方面へ自動車で10分

### 鉄道
- JR青梅線小作駅より徒歩20分
- JR八高線箱根ケ崎駅よりタクシーで20分